# Шаталовка (Белгородская область)
Шаталовка — село в Старооскольском городском округе Белгородской области, центр Шаталовской сельской территории.

## История
Первым поселенцем был человек по фамилии Овчаров, который построил себе избу и остался здесь жить. С течением времени стали приходить сюда и другие поселенцы — боярские дети и служилые люди из Тульской и других губерний, которые несли пограничную службу между Корочей и Новым Осколом в середине XVII века. Все они поселились вблизи Овчарова и положили начало основанию села Потудань.
Первым помещиком поселившимся в здешних местах стал Афанасий Петрович Шаталов. Его имя и дало селу название — Шаталовка.
В 1838 году на средства помещика штабс-капитана Федора Семеновича Харкевича был построен Храм Рождества Пресвятой Богородицы. Храм был трёхпрестольным — Рождества Пресвятой Богородицы, Николая Чудотворца и Георгия Победоносца.

### Советский период
С 10 по 15 января 1918 года в Нижнедевицке проходил крестьянский съезд, где была принята резолюция об установлении Советской власти на местах. В этот период были организованы волостной и сельский Советы в Шаталовке. Представителем села в уезде был Анисимов Егор Павлович. Председателем Шаталовского волисполкома был Бондаренко Василий Тихонович. После установления Советской власти проводилась конфискация помещичьих земель и собственности.
В 1919 году Шаталовку дважды занимали войска белых генералов (А.Г. Шкуро и А.И. Деникина).
В 1922 году в селе появилась комсомольская организация. В 1923 году открылась начальная школа в хуторе Луганка. В селе действовали клуб, читальня, библиотека. В 1925 году был построен первый магазин потребкооперации (продмаг).
С 1925 года Шаталовка была центром Шаталовской волости Нижнедевицкого уезда Воронежской губернии. В 1928 году село стало центром Шаталовского района Центрально-Чернозёмной области.
1 сентября 1928 года открылась Шаталовская школа крестьянской молодёжи. В том же году в Шаталовке появилось электричество. В 1932 году в селе появились первые радиоточки.
В 1928 году Шаталовка стала центром Шаталовского района Центрально-Чернозёмной области.
Осенью 1929 года началась коллективизация сельского хозяйства. В 1931 году организована Шаталовская МТС.
В 1937 году впервые проводились выборы в Верховный Совет СССР. Депутатом в Верховный Совет СССР была избрана трактористка Д.Г. Цыганкова. Депутатом в Верховный Совет РСФСР был избран тракторист С.Ф. Крынин.
В селе был открыт аэродром, осуществлялось автобусное движение Шаталовка — Старый Оскол. Построены здания райисполкома, больницы, суда, прокуратуры, столовой,которые были разрушены во время Великой Отечественной войны.

### Великая Отечественная война
С 5 июля 1942 года по 19 января 1943 года Шаталовка была оккупирована немецкими войсками. В конце января 1943 года в здании Шаталовской средней школы временно находился военно-передвижной госпиталь № 11-62. Всего в госпитале скончалось 360 раненых, которые были захоронены в братской могиле рядом с госпиталем.
В село после войны не вернулось 256 жителей, павших на полях сражения.

### Послевоенный период
В 1946 году проводились выборы в Верховный Совет СССР. В 1947 году — в Верховный Совет РСФСР. В 1948 году — в местные Советы. Депутатом в Верховный Совет СССР был избран профессор медицины Русанов.
В 1956 году было построено новое здание Шаталовской средней школы.
В том же году колхоз села был переименован и стал называться «Родина». За получение высокого урожая председатель колхоза С.Ф. Крынин и бригадир Т.И. Крынин были награждены орденами Ленина.
Тогда же в селе была открыта районная ветеринарная лечебница. В конце 50-х годов открылась инкубаторско-птицеводческая станция. В 1958 году «Сельхозтехника» передала в пользование колхозам тракторы и автомашины.
С 1959—1970 года председателем колхоза «Родина» работал Синдецкий Василий Иванович. Хозяйство вышло на первое место по работе в районе и стало миллионером. В колхозе были построены каменные здания для осота, баня, здание правления, гараж, склад зерна.
В 1962 году, в связи с административными преобразованиями, село Шаталовка вошло в состав Старооскольского района Белгородской области. Здание райкома и райисполкома отдали под больницу и поликлинику.
В 1964 году через Шаталовку прошла высоковольтная электролиния от Воронежской атомной станции.
В конце 1979 года открылось новое здание библиотеки. В то же время был построен двухэтажный дом для учителей, Дом связи, тепловые мастерские для механизаторов, внутрихозяйственные дороги к фермам и производственным участкам, проложен водопровод по хутору Гринёвка, по улицам нового посёлка «Садовый».
В 1988 году сдана в эксплуатацию новая средняя школа.
В 1990 году был открыт памятник односельчанам, погибшим в сражениях против немецко-фашистских захватчиков.
В 1990 году было реконструировано здание бывшей средней школы под детский сад на 140 мест. В этом же году началась газификация села.

### Постсоветский период
В 1992 году в селе началась работа по строительству нового Дома культуры. Начались работы по восстановлению храма в честь Рождества Пресвятой Богородицы.

В 1993 году было организовано Шаталовское отделение милиции.
С 2000 года главой администрации Шаталовского сельского совета стал В.Н. Шабельников. По его инициативе был открыт дом культуры, запущена в действие поликлиника, сделан капитальный ремонт детского сада, проложен водопровод по хутору Луганка.
В 2012 году был открыт восстановленный Храм Пресвятой Богородицы.

## Население
| 1859 | 1897  | 1959  | 2002  | 2010  |
| ---- | ----- | ----- | ----- | ----- |
| 1931 | ↗2371 | ↘1945 | ↘1452 | →1452 |

## Известные жители и уроженцы
- Сапронова, Ульяна Ильинична (1905—1988) — Герой Социалистического Труда.
- Ионафан (Елецких) (род. 30 января 1949) — архиерей Украинской православной Церкви, митрополит.
- Черникова, Алевтина Анатольевна (род. 1966) - ректор НИТУ «МИСиС»